# فرد رايموند
فرد رايموند (بالألمانية: Fred Raymond) هو ملحن نمساوي، ولد في 20 أبريل 1900 في فيينا في النمسا، وتوفي في 10 يناير 1954 في أوبرلنغن في ألمانيا.

## وصلات خارجية
- فرد رايموند على موقع IMDb (الإنجليزية)
- فرد رايموند على موقع مونزينجر (الألمانية)
- فرد رايموند على موقع ميوزك برينز (الإنجليزية)
- فرد رايموند على موقع قاعدة بيانات الأفلام السويدية (السويدية)
- فرد رايموند على موقع ديسكوغز (الإنجليزية)